# بيلو أورينتي
بيلو أورينتي (بالبرتغالية: Belo Oriente‏)؛ بلدية في ولاية ميناس جيرايس في المنطقة الجنوبية الشرقية من البرازيل.